# 隣辺

この直角三角形では、c_{1}とc_{2}が隣辺でhが斜辺である。

隣辺（りんぺん、Cathetus、ギリシア語: Κάθετος）は、直角三角形において、直角に隣接する2つの辺をさす。即ち直角三角形の斜辺以外の辺である。「脚」等と呼ばれることもある。
直角三角形の隣辺同士の長さの比は、三角法における正接と余接を定義する。
2つの隣辺の長さが等しい直角三角形を直角二等辺三角形という。
ピタゴラスの定理によると、隣辺の二乗同士の和は斜辺の二乗の値と等しくなる。